# أحزان صغيرة (فلم)
أحزان صغيرة هو فيلم قصير إماراتي أُنتج عام 2009 من إخراج هاني الشيباني، وبطولة سعيد سالم، خالد علي، فاطمة جاسم، أحمد إبراهيم، هيا الشيباني، وحاتم صلاح الدين، الذي شارك أيضًا كمونتير ومخرج منفذ.
يعالج الفيلم قضايا التفكك الأسري والسلطة الأبوية، من خلال قصة فتاة صغيرة تبحث عن الخلاص في ظل هيمنة الأب وصمت الأم.

## القصة
تدور القصة حول طفلة تعيش في منزل يهيمن عليه والد قاسٍ وأم خاضعة، وتبدأ الطفلة في الانفصال عن الواقع والبحث عن عالمها الخاص، مما يدفع الأحداث إلى مسارات درامية مؤثرة.

## طاقم العمل
- سعيد سالم
- خالد علي
- فاطمة جاسم
- أحمد إبراهيم
- هيا الشيباني
- حاتم صلاح الدين
- أحمد عبد الدايم
- مدير التصوير: طارق سويد
- مدير إنتاج: عادل الراي
- منتج منفذ: هاني الشيباني
- إنتاج: مؤسسة الإمارات للإعلام

## الجوائز
فاز الفيلم بجائزة أفضل فيلم إماراتي قصير ضمن مهرجان الشرق الأوسط السينمائي الدولي بأبوظبي عام 2009.
كما نال جائزة لجنة التحكيم الخاصة في مهرجان الخليج السينمائي في نفس العام.

## المشاركات
شارك الفيلم في عدد من الفعاليات منها:
- مهرجان الشرق الأوسط السينمائي الدولي – أبوظبي
- مهرجان الخليج السينمائي – دبي
- مبادرة "أفلام من الإمارات" لعرض السينما المحلية المستقلة.[3]

## التغطية الإعلامية
تناولت العمل صحف إماراتية منها:
- صحيفة الخليج[4]
- صحيفة البيان[5]

كما أُجريت لقاءات تلفزيونية عن العمل، وتم رفعه عبر YouTube.

## روابط خارجية
- "أحزان صغيرة" على IMDb
- مشاهدة الفيلم على YouTube
- مقال نقدي في البيان